# 寨隆镇
寨隆镇，是中华人民共和国广西壮族自治区柳州市柳城县下辖的一个乡镇级行政单位。

## 行政区划
寨隆镇下辖以下地区：
寨隆社区、鸡楼村、寨隆村、更祥村、下尧村、下寨村和独石村。